# Uskoplje (parroquia)

La parroquia de Uskoplje en el Estado medieval bosnio.

La parroquia de Uskoplje fue un territorio medieval bosnio que abarcaba el fértil valle del curso superior del río Vrbas, en Bosnia y Herzegovina. Đoko Mazalić señaló que el nombre de la parroquia surgió de la característica geográfica de la región: "campo estrecho". Se mencionó por primera vez en la Crónica del Preste de Doclea, junto con las župa de Pliva y Luka. Estas tres župa fueron el núcleo de la futura región de Donji Kraji. Posteriormente, junto con la iglesia de San Juan, aparece en un documento de 1244. En los documentos de Dubrovnik de 1283 y 1300, se registraron tres casos de comercio de esclavos provenientes de esta región.
La expansión de la parroquia de Vrhbosna avanzó a través de las parroquias de Lepenica y Lašva, primero hacia Uskoplje y luego hasta las parroquias de Luka y Pliva. Este proceso tuvo lugar durante el siglo XI y culminó con la creación del Banato de Bosnia.

## Ciudades antiguas
En el condado existían tres antiguas ciudades fortificadas: Prusac (Biograd), Susid (Sused, Susjed) y Vesela Straža. Las fuentes no mencionan cuál de ellas era el centro de la parroquia.
Del período medieval no hay registros escritos sobre Prusac. Durante los conflictos entre el Imperio otomano y el Reino de Hungría en la segunda mitad del siglo XV, la frontera en la parroquia de Uskoplje era inestable. Se cree que los otomanos tomaron la ciudad en 1463, pero no se mantuvo bajo su control en ese momento. En otoño del mismo año, el ejército del duque Vladislav operó en la parroquia de Uskoplje para ayudar a liberar Jajce de los otomanos. En ese momento, Prusac pasó bajo la administración del duque Vladislav.
Durante el período del Banato de Jajce (1464-1527), la ciudad cambió varias veces entre manos húngaras y otomanas. Finalmente, fue conquistada en 1502 por Mustaj-beg, hijo de Skender-paša. En los tratados húngaro-otomanos de 1503 y 1519, se menciona con el nombre de Belgrado=Biograd. En todos los documentos y registros en turco, se escribe Akhisar, que es la traducción literal de Biograd.
En los alrededores de Vesela Straža, en 1406, se encontraba una iglesia. En 1456, debajo de Vesela Straža, fue saqueada una caravana de comerciantes de Dubrovnik que transportaba plata desde Fojnica. En el saqueo estuvieron involucrados el escriba real Stjepan Milošević y el duque Pavle Modrinić, quien también se menciona como comandante de la fortaleza. La fortaleza no aparece en los registros otomanos, ya que fue destruida durante la conquista.
La disposición de las ciudades indica que controlaban la ruta en la orilla izquierda del río Vrbas, así como las rutas transversales. El sistema defensivo se reforzó en dirección al condado de Rama, así como hacia los condados de Tropoljé (Západna Strana), que se integraron relativamente tarde en el Banato de Bosnia durante el reinado de Esteban II Kotromanić.